# Leopoldo Luque
Leopoldo Jacinto Luque (Santa Fe, 3 mei 1949 - Mendoza, 15 februari 2021) was een Argentijns voetballer. 
Hij speelde voor verschillende clubs en had zijn grootste succes bij River Plate.
Luque werd in 1978 met zijn land wereldkampioen. Hij scoorde vier doelpunten op het toernooi. Hij blesseerde zich tijdens de wedstrijd tegen Frankrijk, waardoor hij twee wedstrijden moest missen, maar de laatste drie wedstrijden van het toernooi speelde hij wel.
In februari 2021 overleed hij aan de gevolgen van het coronavirus.
1 Alonso ·
2 Ardiles ·
3 Baley ·
4 Bertoni ·
5 Fillol ·
6 Gallego ·
7 L. Galván ·
8 R. Galván ·
9 Houseman ·
10 Kempes ·
11 Killer ·
12 Larrosa ·
13 La Volpe ·
14 Luque ·
15 Olguín ·
16 Ortiz ·
17 Oviedo ·
18 Pagnanini ·
19 Passarella  ·
20 Tarantini ·
21 Valencia ·
22 Villa ·
Coach: Menotti